# ロー＝ロー
ロー＝ロー（رُو رُو、Ró-Ró）ことペドロ・ミゲル・カルヴァーリョ・デウス・コレイア（アラビア語: بيدرو ميغيل كارفاليو ديوس كورييا、ポルトガル語: Pedro Miguel Carvalho Deus Correia、1990年8月6日 - ）は、ポルトガル・アルゲイロン＝メム・マルティンス出身のサッカー選手。カタール・スターズリーグ・アル・サッド所属。カタール代表。ポジションはDF。

## 経歴

### クラブ
2000年にSLベンフィカの下部組織に加入し、2009年に4部のSCファレンセで選手となった。その後、SCミネイロ・アリュストレレンセに所属した。
2011年1月にアル・アハリ・ドーハに完全移籍。翌年1月7日にはカタールでの初得点を記録した。しかしこの2011-12シーズンは6試合の出場に止まり、クラブも降格した。
2016年にアル・サッドに完全移籍。同年12月には初タイトルを獲得した。FIFAクラブワールドカップ2019では1得点を記録した。

### 代表

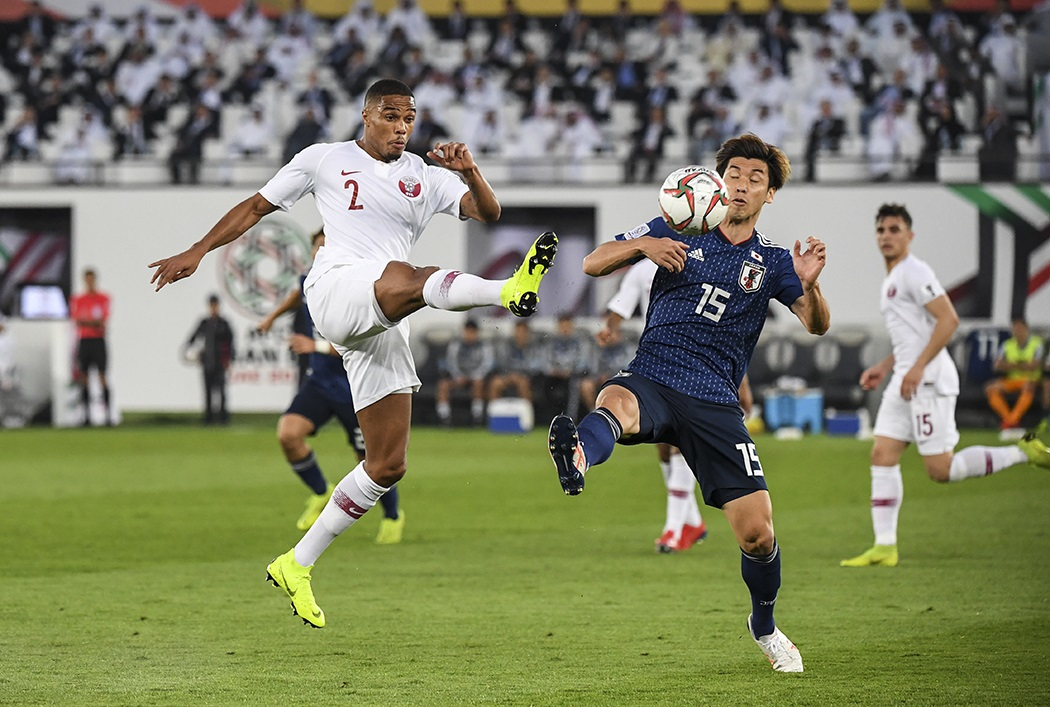
大迫勇也(右)とマッチアップするローロー(左)、AFCアジアカップ2019決勝にて

2016年に5年の在籍によってカタールに帰化、同年3月29日に行われた2018 FIFAワールドカップ・アジア2次予選・中華人民共和国代表戦で代表初出場。2017年12月23日のガルフカップ2017・イエメン代表戦で代表初得点を記録した。AFCアジアカップ2019では全試合に出場し優勝に貢献した。その後もコパ・アメリカ2019や2021 CONCACAFゴールドカップといった招待大会にも参加、2021 FIFAアラブカップにも参加したが、この大会では負傷してしまった。

## 代表歴

### 出場大会
- カタール代表
  - 2022 FIFAワールドカップ

### 試合数
- 国際Aマッチ 90試合 1得点（2016年-）[13]

| カタール代表 | 国際Aマッチ | 国際Aマッチ |
| 年           | 出場        | 得点        |
| ------------ | ----------- | ----------- |
| 2016         | 12          | 0           |
| 2017         | 15          | 1           |
| 2018         | 10          | 0           |
| 2019         | 19          | 0           |
| 2020         | 3           | 0           |
| 2021         | 17          | 0           |
| 2022         | 9           | 0           |
| 2023         | 5           | 0           |
| 2024         |             |             |
| 通算         | 90          | 1           |